# Gloria Swanson
Gloria Swanson (Chicago, 27 de marzo de 1899-Nueva York, 4 de abril de 1983) fue una actriz de cine y productora estadounidense, ganadora de un Globo de Oro y candidata al premio Óscar en tres ocasiones. 
En la década de 1920 brilló como una de las principales estrellas del cine mudo, colaborando con figuras como Rodolfo Valentino, Cecil B. DeMille y Erich Von Stroheim, y fue una de las actrices más glamurosas y polémicas por sus extravagantes lujos y agitada vida amorosa; a lo largo de su vida sumó seis matrimonios y varios romances muy comentados por la prensa. En pocos años rodó más de veinte filmes y en 1929 fue nominada en la primera edición de los premios Oscar por La frágil voluntad (Sadie Thompson). En su etapa de apogeo con la compañía Paramount gozó de un salario anual de un millón de dólares, suma colosal para la época; pero la irrupción del cine sonoro la llevó a perder súbitamente el favor del público, como ocurrió a casi todas las estrellas del momento. Se retiró del cine a los 35 años de edad, aunque siguió trabajando en radio y televisión, y a edad madura reapareció triunfalmente en la gran pantalla con Sunset Boulevard (1950) de Billy Wilder.

## Biografía

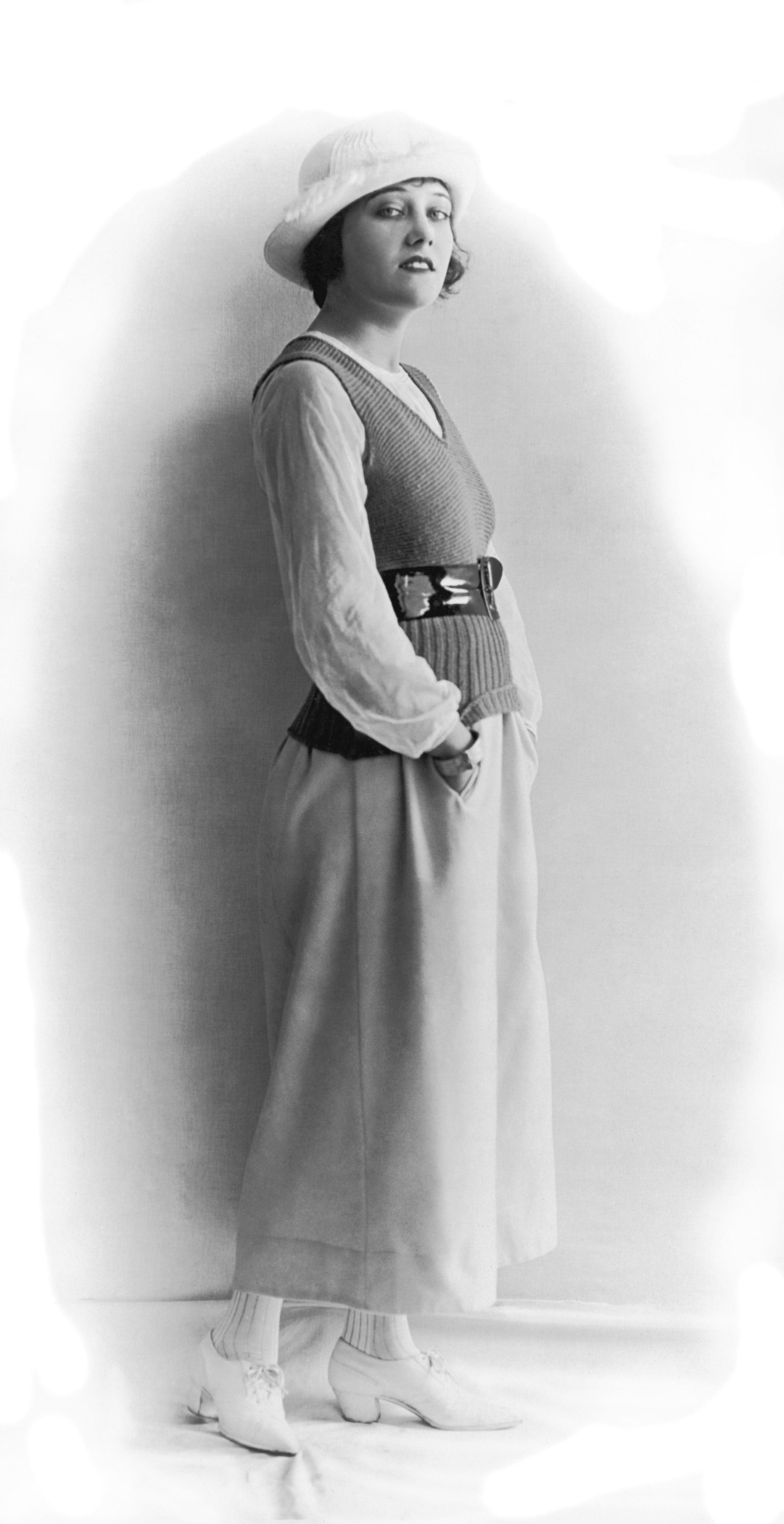
Gloria Swanson en 1918.

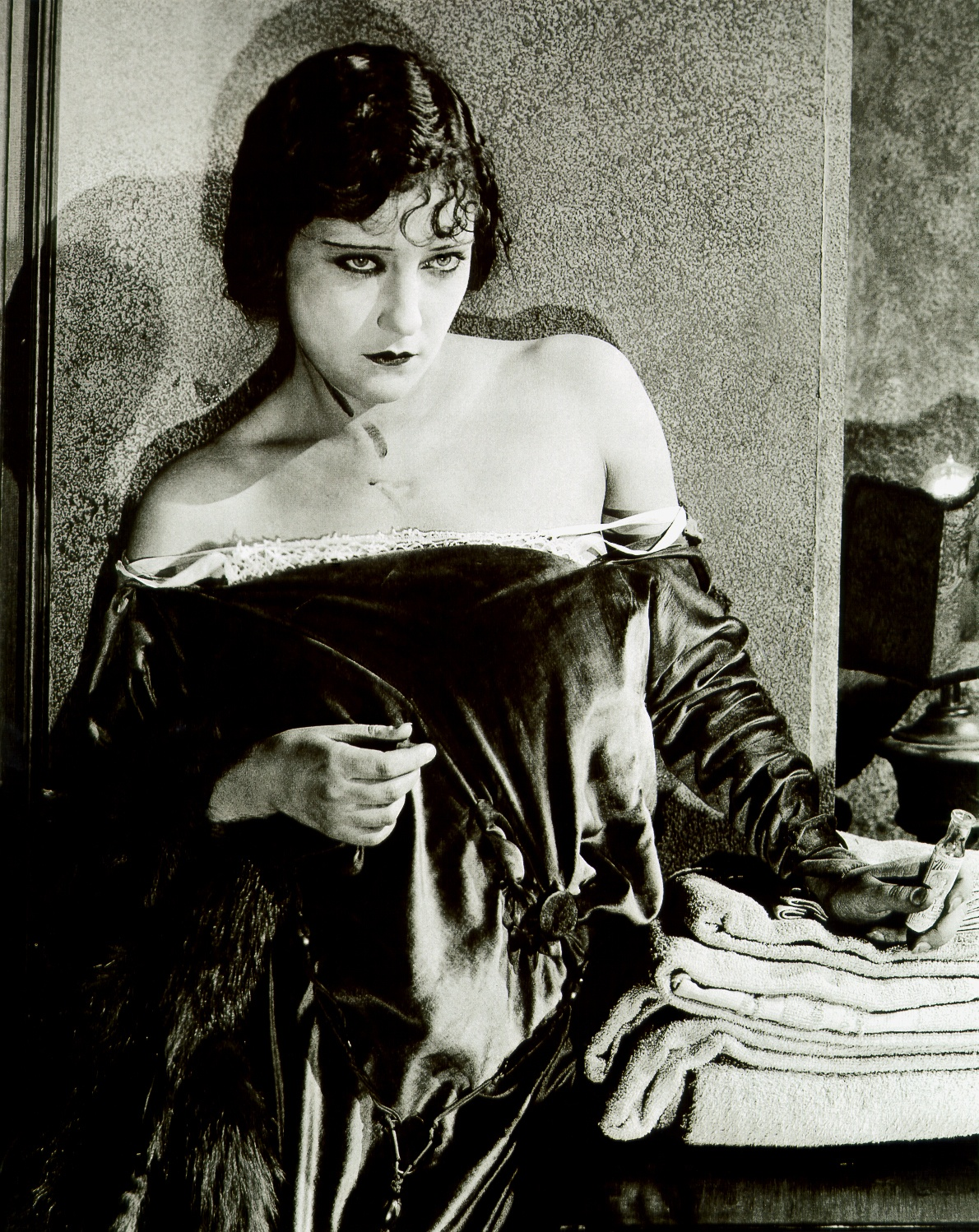
En la película Why Change Your Wife?, 1920.

Su nombre completo era Gloria May Josephine Svensson y era hija de un soldado de ascendencia sueca. Debido a los sucesivos destinos de su padre, su infancia transcurrió en Puerto Rico (donde aprendió a hablar español), Chicago y Florida. Desde muy joven se sintió atraída por el mundo de la interpretación, y a los quince años de edad debutó como extra en unos pequeños estudios de Chicago: Essanay. Tras realizar varios trabajos como extra, en los que coincidió con un joven Charles Chaplin, decidió dedicarse de lleno al cine. Poco después sus padres se separaron, y ella se mudó con su madre a California. 

### Estrella del cine mudo
Antes de abandonar Chicago, Gloria Swanson colaboró con Chaplin en dos filmes, donde interpretó papeles menores: The Meal Ticket y His New Job; en el segundo Chaplin trabajó ya como protagonista y director. Instalada en California, a partir de 1916 Swanson rodó diversas comedias junto a Bobby Vernon, producidas por los estudios Keystonne, hasta que en 1919 firmó un contrato con la Paramount gracias a la mediación del director Cecil B. DeMille. Aquello fue el inicio de su fulgurante ascenso.

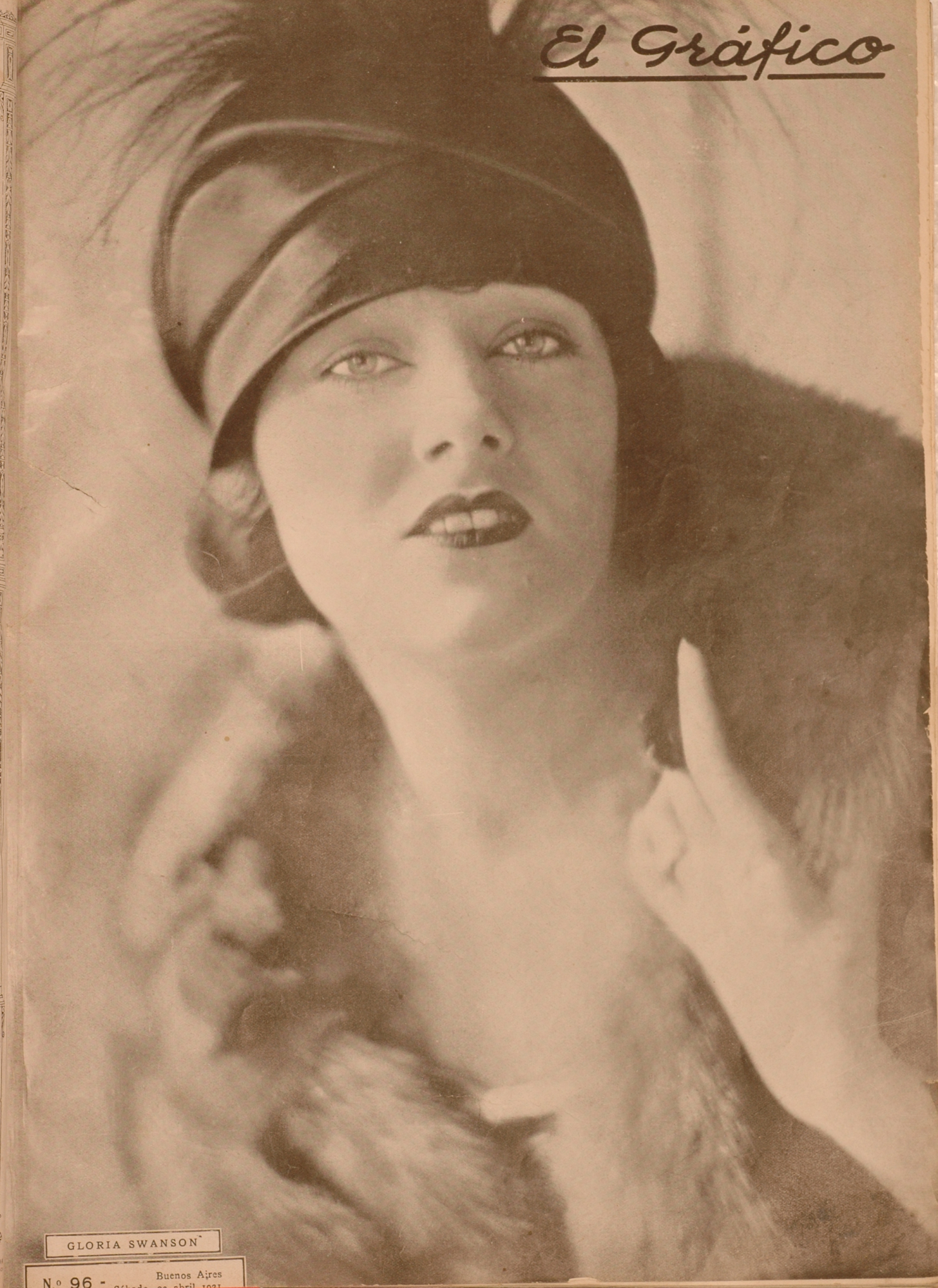
Gloria Swanson en la portada de El Gráfico, 1921

Arropada y venerada por DeMille, con quien rodó varios filmes hechos a su medida, Gloria Swanson dejó de ser una ingenua actriz de comedias para convertirse en una heroína de argumentos románticos y provocativos, con los que forjó una imagen de mujer fatal que parecía coincidir con su colorida vida privada, marcada por matrimonios fugaces y costumbres ostentosas. Antes de cumplir los 25 años, ya se había casado y divorciado dos veces. Contrajo su primer matrimonio con apenas 17 años, con el actor Wallace Beery, quien la maltrataba: la violó en la noche de bodas, y cuando ella quedó embarazada, la engañó con un brebaje que le provocó el aborto. Se divorciaron en 1919 y en pocos meses Swanson se casó con Herbert K. Somborn, presidente de la productora Equity Pictures. Tuvieron una hija, Gloria, pero se divorciaron en enero de 1925 tras un sonado proceso judicial en el que Somborn acusó a la actriz de haber cometido adulterio con 13 hombres, entre ellos Cecil B. DeMille y Rodolfo Valentino. 
A pesar de su baja estatura (1,55 m.) Swanson llenaba la pantalla con sus rasgos felinos y sus sofisticados atuendos, con profusión de sedas, pieles, joyas, plumas y demás accesorios. En la película Male and Female (1919) posó junto a un león, causando sensación. Se convirtió en un icono de la moda, y su vida privada era seguida ávidamente por la prensa.
En 1921 Gloria Swanson empezó a colaborar con otro director en ascenso, Sam Wood, quien la dirigió junto a Rodolfo Valentino en Beyond the Rocks. Este filme se dio por desaparecido durante décadas, pero por suerte se recuperó una copia en Holanda en 2004, y ahora está disponible en formato DVD.

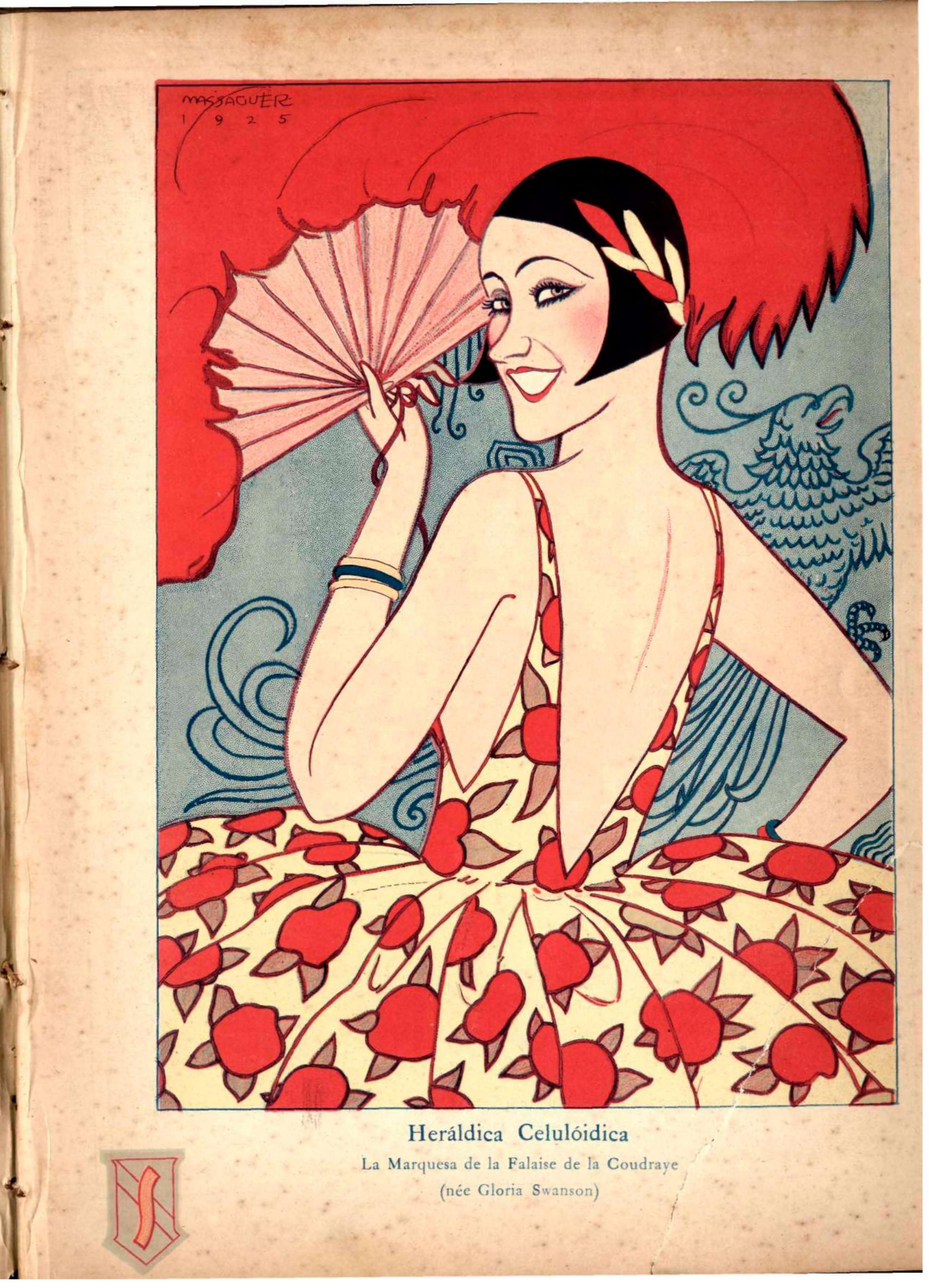
Retratada por Massaguer en Social (1925)

En 1925 Swanson protagonizó la coproducción de época Madame Sans-Gêne, de Léonce Perret, cuyo rodaje se desarrolló en Francia, en palacios y jardines de valor histórico, lo cual era una novedad (y un alarde de medios) pues el cine mudo se grababa casi totalmente en platós con decorados sencillos. Swanson permaneció cuatro meses en Francia y allí conoció al que sería su tercer esposo, el marqués Henri de La Falaise, contratado como su intérprete. El marqués tenía vínculos familiares con los Hennessy, famosos productores de coñac, pero carecía de fortuna y para subsistir aceptaba empleos de poca relevancia. A pesar de la modesta economía de su nuevo marido, Gloria Swanson regresó a Estados Unidos a lo grande, con el apodo de «la marquesa»; y de hecho fue la primera estrella de cine que emparentaba con la nobleza europea (le seguiría Grace Kelly). La recibieron miles de admiradores con bulliciosos desfiles en las calles de Nueva York y Los Ángeles. 
Para la Paramount, Gloria Swanson era su principal figura, garantía de éxito en taquilla. Tenía una legión de fans de los que -se cuenta- recibía 10 000 cartas a la semana. Para retenerla en exclusiva según el star system entonces vigente, la compañía satisfacía todos sus caprichos, le permitía elegir vestuario y colaboradores, y le otorgó un contrato con un sueldo anual de un millón de dólares, cifra formidable en la época. Swanson derrochaba el dinero con ostentosos lujos, que incluían un desmesurado palacio de estilo italiano. Pero no estaba satisfecha: aspiraba a un mayor poder e independencia creativa, y en 1927 decidió romper su contrato para crear una empresa a su nombre que colaboraría con la United Artists. A partir de entonces, ella decidiría qué filmes rodar, cuándo y con quién.
Su primera producción independiente fue The Love of Sunya, filme sobre una mujer con poderes de adivina que sufrió múltiples contratiempos durante el rodaje en Nueva York: Swanson quiso ejercer también como productora y la tarea la desbordó, y por otro lado las secuencias fantásticas con efectos ópticos resultaban difíciles de rodar. La diva se temió un resultado muy malo o apenas mediocre, pero finalmente la película tuvo una aceptable acogida comercial y de crítica, eludiendo un descalabro total; con todo, la recaudación a duras penas cubrió los gastos del rodaje y ello, para una estrella como Gloria Swanson, suponía un duro fracaso. Por consejo del ejecutivo Joseph M. Schenck, Swanson accedió a regresar a Hollywood para producir un filme más comercial; decidió rodar Sadie Thompson (La frágil voluntad), basado en un polémico argumento de W. Somerset Maugham sobre la relación entre una mujer perdida y un misionero en Samoa. Con Lionel Barrymore como coprotagonista, este filme dirigido por Raoul Walsh generó gran controversia y terminó siendo un éxito, dando a Swanson una nominación al Oscar (premio instaurado ese año), y recaudando un millón de dólares solo en Estados Unidos.

### Romance con un Kennedy
En 1930 Swanson se divorció del marqués de La Falaise, tras casi tres años de nula convivencia en los que la actriz fue amante de Joseph P. Kennedy, padre del futuro presidente de Estados Unidos John F. Kennedy. Joseph tenía gran poder en la industria del cine, pues gestionaba la compañía RKO Pictures y además apoyaba financieramente a otros estudios. Se rumoreaba de él que para proseguir su romance con Swanson alejó a su marido enviándole a París como representante de la firma Pathé.
El idilio de Swanson con Joseph P. Kennedy ayudó a la actriz a convertirse en uno de los personajes más poderosos de la industria cinematográfica del momento. Gracias a él, Gloria Swanson pudo emanciparse de la Paramount, fundar una empresa propia y asegurarse la financiación para dos de sus más ambiciosos filmes, Queen Kelly (La reina Kelly) y The Trespasser (La intrusa), que se saldaron con resultados muy dispares. 
Queen Kelly, dirigido por Erich Von Stroheim y rodado en Europa y África, fue un total desastre: Von Stroheim fue despedido, a Swanson no le gustaban las escenas rodadas en África, el presupuesto se disparó... Era un filme abocado a quedar inconcluso y Kennedy no estaba muy interesado en solventar la situación, pues prefería centrarse en su carrera política. Finalmente la película se rehízo solo con las escenas rodadas en Europa, y se estrenó; pero no en Estados Unidos.
The Trespasser fue el primer filme sonoro de Swanson (si bien se distribuyó igualmente en versión muda) y obtuvo resultados mucho mejores: proporcionó a la diva otra nominación al Oscar, y fue un éxito comercial, el único que ella alcanzó en la era sonora junto con Sunset Boulevard.

### Fracasos, retirada del cine y otros negocios
La llegada del cine sonoro produjo una crisis total en la carrera de casi todas las grandes estrellas del cine mudo, incluyendo a Gloria Swanson, quien decidió retirarse de la interpretación con apenas 35 años de edad tras varios fracasos comerciales. 
En marzo de 1929 Swanson y otros actores (Mary Pickford, Dolores del Río, Charles Chaplin...) habían participado en un programa de radio, donde la audiencia pudo conocer sus voces; las estrellas confiaban en que podrían adaptarse al nuevo cine sonoro que se empezaba a producir. Pero varias de ellas, de origen extranjero, tenían un acento muy marcado o no dominaban el inglés, y en general el público perdió el interés por unos ídolos cuya gestualidad teatral, propia de la mímica, resultaba artificiosa en escenas con sonido. En los cinco años siguientes Swanson rodó varios filmes sonoros, como What a Widow!, Indiscreet y Music in the Air (1934). Todos fracasaron en taquilla, si bien su trabajo en Music in the Air tendría consecuencias 15 años después: gracias a esta película Billy Wilder la tuvo en mente cuando buscaba a la actriz protagonista para Sunset Boulevard. 
En 1931, distanciada ya de Joseph P. Kennedy, Gloria Swanson contrajo cuartas nupcias, en esta ocasión con Michael Farmer. Tendría que repetir la boda en pocos meses, ya que su divorcio con el marqués de La Falaise no se había terminado de formalizar. La actriz y Farmer tuvieron una hija, Michelle, en 1932, pero la pareja se divorció apenas dos años después, tras un sonado romance de Swanson con el actor británico Herbert Marshall. Estos mantuvieron su relación durante tres años, hasta que Swanson decidió romper porque Marshall no quería divorciarse de su esposa. Para entonces, Swanson había sumado su tercer hijo, este adoptado: Sonny.
En 1938, ajena ya al mundo del cine, Gloria Swanson se mudó a Nueva York y fundó una pequeña empresa de patentes llamada Multiprises, que la mantuvo ocupada durante los años de la Segunda Guerra Mundial. Este negocio tuvo el objetivo de atraer a científicos e investigadores judíos, perseguidos en Europa. Gracias a la iniciativa de Swanson, muchos de ellos salvaron la vida, y varios de sus inventos se aplicaron en el ámbito industrial.
Tras ocho años de retiro, Gloria Swanson volvió fugazmente a los platós en 1941 para rodar la comedia Father Takes a Wife; fue otro fracaso comercial, con pérdidas estimadas en 108 000 dólares.

### Reaparición:Sunset Boulevard

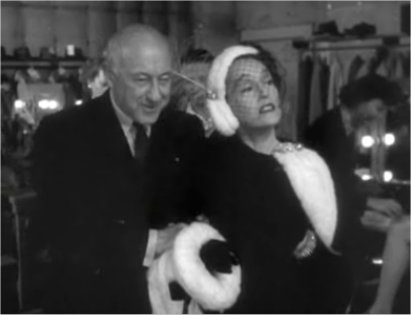
En una escena en Sunset Boulevard con Cecil B. DeMille, 1950.

El regreso triunfal de Gloria Swanson a la gran pantalla se produjo gracias a Sunset Boulevard (El crepúsculo de los dioses) de Billy Wilder (1950). 
Swanson llevaba varios años retirada del cine, aunque seguía activa en un programa de televisión, The Gloria Swanson Hour. Reaccionó positivamente cuando le ofrecieron el papel, pero se enfadó cuando supo que Billy Wilder quería hacerle una prueba de casting, tal como se hacía con los actores jóvenes. La veterana actriz recalcó su pasado como estrella de la Paramount, y solo accedió a la prueba por consejo del director George Cukor, quien la había recomendado a Wilder. Cukor dijo a la actriz unas palabras premonitorias: «Si te piden hacer diez pruebas, tú las haces; y si no, yo mismo te pegaré un tiro. En el futuro te recordarán por este papel». 
Swanson rodó Sunset Boulevard en contra de la opinión de otras estrellas del cine mudo, como Mary Pickford y Mae Murray, que criticaron el argumento por considerar que daba una imagen negativa de su trabajo. Pero la película terminó siendo un formidable éxito: fue nominada a once premios Oscar (de los que ganó tres) y la revista Time publicó que «en Sunset Boulevard, lo peor de Hollywood es mostrado por lo mejor de Hollywood». Se cuenta que en un pase privado de la película previo a su estreno, Barbara Stanwyck se inclinó ante Swanson a besarle el bajo del vestido en señal de veneración, impresionada por su trabajo. 
La interpretación de Norma Desmond le valió a Gloria Swanson un Globo de Oro y su tercera nominación al premio Óscar a la mejor actriz; pero la estatuilla no fue para ella ni para Bette Davis (nominada por Eva al desnudo), sino para Judy Holliday por Nacida ayer.

### Últimos años
Nuevamente de actualidad gracias a Sunset Boulevard, Gloria Swanson acudió a la primera edición del Festival de San Sebastián (donde coincidió con Lola Flores) y le ofrecieron más papeles, si bien en producciones con más presupuesto que talento como Mi hijo Nerón (1956; con Alberto Sordi y una joven Brigitte Bardot), la película de catástrofe Aeropuerto 75 y el telefilme Killer Bees (Las abejas asesinas; 1977). 
También participó en varias obras teatrales de Broadway con otros veteranos como José Ferrer y David Niven, y en 1964 tuvo un papel en un episodio de la teleserie Burke's Law, por lo que fue nominada a un Globo de Oro. Además hizo apariciones en varios shows de televisión como los de Carol Burnett y Johnny Carson. A lo largo de su vida tocó otros ámbitos como el diseño de moda, la cosmética con productos naturales y consejos dietéticos (fue seguidora de la macrobiótica). En su vejez se entretenía produciendo pinturas y esculturas. 
Interpretando a Norma Desmond en Sunset Boulevard, Swanson decía en esta película: «Sin mí no existiría la Paramount», lo que probablemente fue real durante sus años de esplendor.
La actriz se casó otras dos veces más: en 1954 con William N. Davey, de quien se divorció apenas un año después; y tras 30 años de soltería se casó en 1976 con el escritor William Dufty, coautor del libro de memorias de Billie Holiday, Lady Sings the Blues. La pareja siguió casada hasta que Swanson murió, en Nueva York víctima de un ataque al corazón a los 84 años de edad.
La actriz publicó en 1980 un jugoso libro autobiográfico de 520 páginas, Swanson on Swanson, donde desveló detalles llamativos de su vida privada. Fue un éxito de ventas y se tradujo a varios idiomas.

## Filmografía
- At The End of a Perfect Day (bit) (1915)
- The Ambition of the Baron (bit) (1915)
- His New Job (no acreditada) (1915)
- The Fable of Elvira and Farina and the Meal Ticket (1915)
- Sweedie Goes To College (1915)
- The Romance of an American Duchess (1915)
- The Broken Pledge (1915)
- A Dash of Courage (1916)
- Hearts and Sparks (1916)
- A Social Club (1916)
- The Danger Girl (1916)
- Love on Skates (1916)
- Haystacks and Steeples (1916)
- The Nick of Time Baby (1916)
- Teddy at the Throttle (1916)
- Baseball Madness (1916)
- Dangers of a Bride (1917)
- The Sultan's Wife (1917)
- A Pullman Bride (1917)
- You Can't Believe Everything (1918)
- Society For Sale (1918)
- Her Decision (1918)
- Every Woman's Husband (1918)
- Shifting Sands (1918)
- Station Content (1918)
- The Secret Code (1918)
- Wife or Country (1918)
- Don't Change Your Husband (1919)
- For Better, For Worse (1919)
- Male and Female (1919)
- Why Change Your Wife? (1920)
- Something To Think About (1920)
- The Great Moment (1921)
- The Affairs of Anatol (1921)
- Under The Lash (1921)
- Don't Tell Everything (1921)
- Her Husband's Trademark (1922)
- Beyond The Rocks (1922)
- Her Gilded Cage (1922)
- The Impossible Mrs. Bellew (1922)
- My American Wife (1922)
- Hollywood (cameo) (1923)
- Prodigal Daughters (1923)
- Bluebeard's Eighth Wife (1923)
- Zaza (1923)
- The Humming Bird (1924)
- A Society Scandal (1924)
- Manhandled (1924)
- Her Love Story (1924)
- Wages of Virtue (1924)
- Madame Sans-Gene (1925)
- The Coast of Folly (1925)
- Stage Struck (1925)
- Untamed Lady (1926)
- Fine Manners (1926)
- The Love of Sunya (1927)
- Sadie Thompson (1928)
- Queen Kelly (1929)
- The Trespasser (1929)
- What a Widow! (1930)
- Indiscreet (1931)
- Tonight or Never (1931)
- Perfect Understanding (1933)
- Music In The Air (1934)
- Father Takes a Wife (1941)
- Sunset Boulevard (1950)
- Three For Bedroom C (1952)
- Nero's Mistress (1956)
- Killer Bees (1974)
- Aeropuerto 75 (1974)

## Premios y distinciones
Premios Óscar
| Año  | Categoría    | Película                    | Resultado |
| ---- | ------------ | --------------------------- | --------- |
| 1928 | Mejor actriz | La frágil voluntad          | Nominada  |
| 1930 | Mejor actriz | La intrusa                  | Nominada  |
| 1951 | Mejor actriz | El crepúsculo de los dioses | Nominada  |